# Marek Idziaszek
Marek Idziaszek (ur. 1956 w Wołkowyi) – górnośląski artysta nieprofesjonalny, malujący na szkle.

## Życiorys
Urodził się w Wołkowyi w Bieszczadach w 1956 roku. Jego ojciec, pochodzący z Górnego Śląska, milicjant w Lesku, powrócił z żoną w rodzinne strony. Rodzina osiadła w Rudzie Śląskiej. Marek Idziaszek pracował jako górnik. Początkowo amatorsko rzeźbił w drewnie i węglu. Po zetknięciu się z grupą artystów „Bielszowice” w Rudzie Śląskiej, eksperymentował z malarstwem. Zainspirowany podhalańskimi malunkami na szkle Eweliny Pęksowej i Zbigniewa Walczaka, postanowił spróbować tej formy w przedstawianiu życia codziennego górniczo-robotniczego Śląska. Jedno z pierwszych dzieł zakupiło Muzeum Miejskie w Zabrzu. Kolejne obrazy kupiły do swoich kolekcji Muzeum Śląskie w Katowicach oraz Muzeum Okręgowe w Bydgoszczy. Tematyką obrazów Idziaszka jest życie społeczności robotniczej górnośląskich miast. Malarz tworzy 1–3 prace w roku. W 2019 został nagrodzony odznaką honorową „Zasłużony dla Kultury Polskiej”.
Wystawę prac malarza zorganizowało w 2009 roku Muzeum Śląskie w Katowicach: „Na szkle malowane. Marek Idziaszek 25 lat od debiutu” (21 lutego–3 maja 2009).

## Wybrane dzieła
- Podwórkowi grajkowie, 1986, Muzeum Śląskie w Katowicach[7]
- Twardowski i diabły, 1987, Muzeum Śląskie w Katowicach[8]
- Dzielnica śmieciarzy, 1995, Muzeum Śląskie w Katowicach[9]
- Objawienie, 1998, Muzeum Śląskie w Katowicach[10]
- Kwiaciarka, 1999, Muzeum Śląskie w Katowicach[11]
- Nocna zmiana, 2000, Muzeum Górnictwa Węglowego w Zabrzu[12]
- Święta Barbara, 2005, Muzeum Górnictwa Węglowego w Zabrzu[12]
- Jarmark na Kościelnej, 2008, Muzeum Górnictwa Węglowego w Zabrzu[12]
- Sprzedawca węgla, 2009, Muzeum Śląskie w Katowicach[13]
- Rodzina Budników, 2010, Muzeum Śląskie w Katowicach[14]
- Meluzyna, 2017, Muzeum Śląskie w Katowicach[15]
- Pogrzeb górnika

### Dzielnica śmieciarzy
Obraz na szkle z 1995 roku, znajdujący się w Dziale Plastyki Nieprofesjonalnej Muzeum Śląskiego w Katowicach. Przedstawia ubogą dzielnicę któregoś ze Śląskich miast wieczorową porą. Dzieło ma wymiary 45 × 60 cm. Obraz jest sygnowany w prawym dolnym rogu: Idziaszek M. 1995. Muzealny numer inwentarzowy: MŚK/PLN/520.

### Sprzedawca węgla
Obraz olejny na szkle z 2009 roku, znajdujący się w Dziale Plastyki Nieprofesjonalnej Muzeum Śląskiego w Katowicach. Przedstawia ubogą dzielnicę miasta, przez którą przejeżdża zaprzężoną w konie furmanką sprzedawca węgla. Dzieło ma wymiary 25 × 33 cm. Obraz jest sygnowany w prawym dolnym rogu: M. Idziaszek 2009. Muzealny numer inwentarzowy: MŚK/PLN/535.